# Karin Bojs
Anna Karin Bojs (* 4. März 1959 in Lundby, Schweden) ist eine schwedische Wissenschaftsjournalistin und Schriftstellerin.

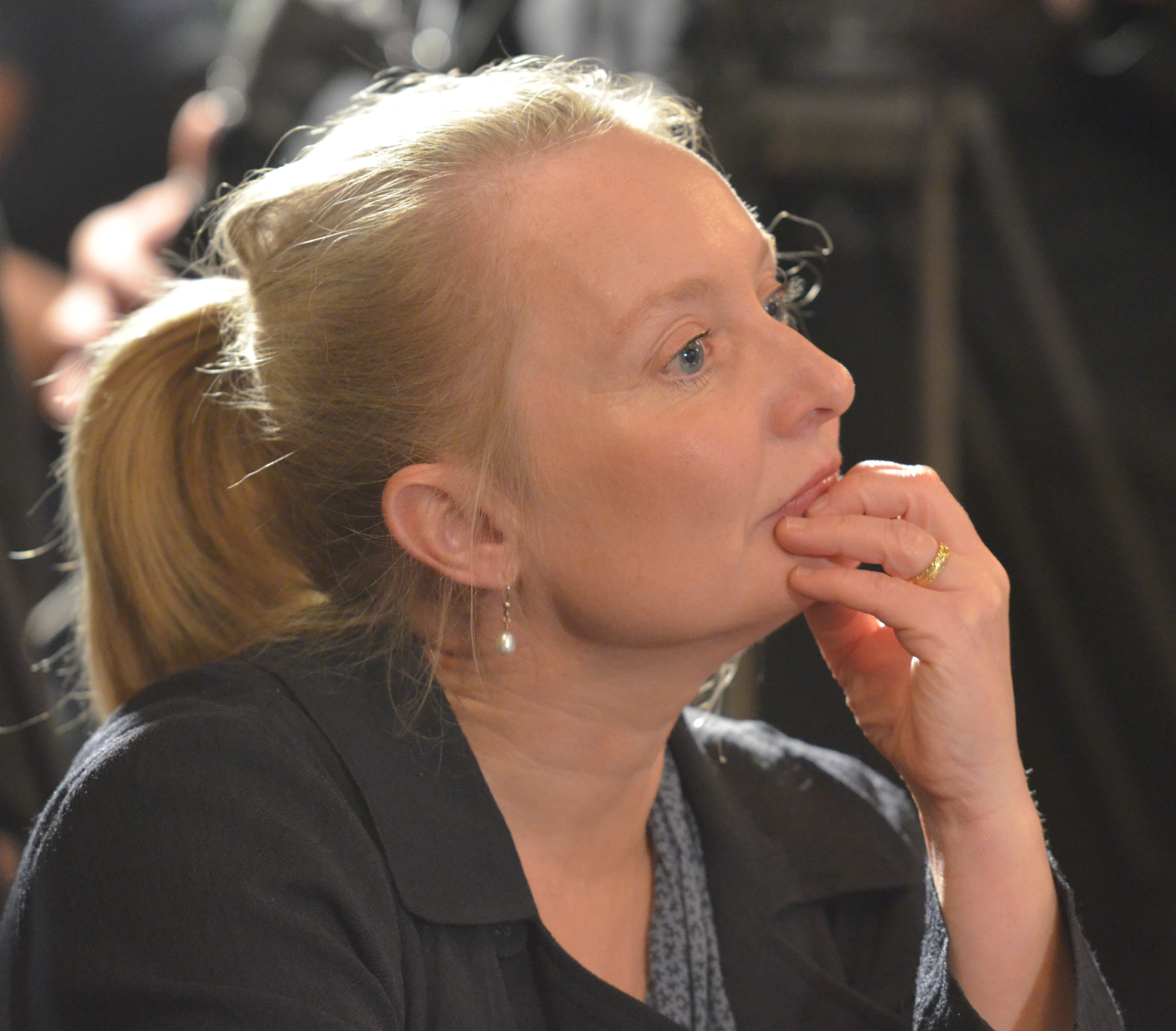
Karin Bojs

## Leben
Karin Bojs ist die Tochter des Oberarztes und Dozenten Göran Bojs (1931–2008) und der Ärztin Anita Bojs (1930–2014) sowie Enkelin des Lehrers und Künstlers Eric Bojs.
Karin Bojs hat eine Ausbildung zur Journalistin an der Universität Göteborg absolviert. 1994 gründete sie die schwedische Abteilung Reporter ohne Grenzen.
Sie war bis März 2013 die Wissenschaftsredakteurin der schwedischen Zeitung Dagens Nyheter. Für ihre Arbeiten erhielt sie zahlreiche Preise und veröffentlichte seit 2011 einige populärwissenschaftliche Bücher, zuletzt Meine europäische Familie – Die ersten 54.000 Jahre (ISBN 978-3-8062-3674-3), 2015, das seit März 2018 auch in deutscher Übersetzung vorliegt.

## Werke (Auswahl)
- Mütter Europas. Die letzten 43000 Jahre. C. H. Beck, München 2024, ISBN 978-3-406-81387-0.